# شهرستان کاگان
ناحیهٔ کاگان (به  ازبکی: Kogon tumani، کاگان تومنی) یک ناحیه در ازبکستان است که در ولایت بخارا واقع شده‌است.
مرکز اداری این شهرستان، شهر کاگان می‌باشد، با وجود اینکه این شهر، از نظر اداری مستقل از شهرستان کاگان بوده و به عنوان «شهر در سطح شهرستان» تعریف شده‌است. در تابعیت شهرستان کاگان، دو شهرک (سریان‌آباد و توت‌کونده)، و نه جماعت دهات (اوبه‌چالی، بهاءالدین نقشبند، بیکلر، توت‌کونده، خواجه یکشنبه، سریان، سیاز‌پایان، کاگان، ینگی‌حیات) قرار دارند.